# 粗壮琼楠
粗壮琼楠（学名：Beilschmiedia robusta）为樟科琼楠属下的一个种。

## 扩展阅读
- 維基物種上的相關：粗壮琼楠